# Desa Sirnagalih (administrativ by i Indonesien, Jawa Barat, lat -7,62, long 108,08)
Desa Sirnagalih är en administrativ by i Indonesien.   Den ligger i provinsen Jawa Barat, i den västra delen av landet, 210 km sydost om huvudstaden Jakarta.